# Jakob Bro
Jakob Bro (født 11. april 1978) er en dansk guitarist og komponist bosat i København, Danmark. Han har udgivet 20 albums og blev et anerkendt navn på den internationale jazzscene efter at have spillet med Paul Motian, Tomasz Stanko, Lee Konitz, Joe Lovano, Midori Takada, Brian Blade, Charles Lloyd m.fl.
Han er tidligere medlem af gruppen Paul Motian & The Electric Bebop Band (Garden of Eden, ECM – 2006) og nuværende medlem af Tomasz Stanko’s Dark Eyes Quintet (Dark Eyes, ECM – 2009).
Som bandleader har han udgivet 20 albums med musikere som Lee Konitz, Bill Frisell, Paul Motian, Kenny Wheeler, Paul Bley, Chris Cheek, Thomas Morgan, Ben Street, Mark Turner, Kurt Rosenwinkel, Andrew D’Angelo, Chris Speed, George Garzone, Craig Taborn, Oscar Noriega, David Virelles, Jon Christensen, Palle Mikkelborg, Marilyn Mazur, Jesper Zeuthen, Anders Christensen, Peter Laugesen, Kresten Osgood, Jakob Høyer, Nicolai Munch-Hansen, Jonas Westergaard, Søren Kjærgaard, Nikolaj Torp Larsen m.fl. Han har turneret i Japan, Kina, Sydkorea, Australien, Brasilien, Argentina, Colombia, Sydafrika, USA samt det meste af Europa.
Han leder i øjeblikket en trio med Joey Baron og Thomas Morgan. Han arbejder derudover sammen med Palle Mikkelborg, Marilyn Mazur, Joe Lovano, Mark Turner, Ambrose Akinmusire, Midori Takada og den danske producer Thomas Knak.
I 2016 og 2013 modtog han Carl Prisen ‘Årets Komponist - Jazz’ (for udgivelserne Gefion og Bro/Knak). Mellem 2003 og 2016 har han modtaget seks Danish Music Awards; tre for ’Årets Danske Jazzudgivelse’ (Gefion, Balladeering, Sidetracked), to for ’Årets Danske Særudgivelse’ (Bro/Knak og Sidetracked) samt én for ’Årets Nye Danske Jazznavn’ (for Beautiful Day).
I 2009 og 2013 modtog han Jazz Specials pris ‘Årets Danske Jazzudgivelse’ (for Balladeering og December Song) og i 2013 modtog han desuden Jazznyt Prisen (for December Song). I 2012 modtog han DJBFA’s hæderspris og I både 2006 og 2012 blev han præmieret af Statens Kunstfond for sine udgivelser Pearl River og Bro/Knak.
Han blev i 2014 nomineret til Nordisk Råds Musikpris for sin trilogi Balladeering/Time/December Song. Jakob Bro blev i juni 2018 hædret som 'Rising Star – Guitarist' ved amerikanske kritikerpris, 66th Annual DownBeat International Critics Poll.
Jakob Bros album “Taking Turns” med Lee Konitz, Bill Frisell, Thomas Morgan, Jason Moran og Andrew Cyrille blev kåret til Jazz Album of the Month i januar 2025 af The Guardian.
Jakob Bros musik er omdrejningspunkt i filmen “Music For Black Pigeons” (instrueret af Jørgen Leth og Andreas Koefoed), der havde premiere på Biennale di Venezia og siden er blevet vist på filmfestivaler i hele verden. Soundtracket udkom i 2024 på Loveland Music.

## Diskografi

### Som bandleder
- Taking Turns[5] (2024)
- Music For Black Pigeons Motion Picture Soundtrack (2024)
- Strands[5] (2023)
- Once Around The Room – A Tribute To Paul Motian[5] (2022)
- Uma Elmo (2021)
- Bay of Rainbows (2018)
- Returnings (2018)
- Streams (2016) Arkiveret 20. november 2016 hos  Wayback Machine
- Hymnotic/Salmodisk (2015)
- Gefion (2015)
- December Song (2013)
- Bro/Knak (2012)
- Time (2011)
- Balladeering (2009)
- Who Said Gay Paree (2008)
- White Rainbow (2008)
- The Stars Are All New Songs (2008)
- Pearl River (2007)
- Sidetracked (2005)
- Daydreamer (2003)

Alle er udgivet på ECM Records eller Loveland Records.

### Som sidemand
- Paul Motian: Garden of Eden (ECM, 2004)
- Tomasz Stańko: Dark Eyes (ECM, 2009)
- Søren Dahl Jeppesen: Route One (Dog Day Music, 2010)
- Niels Lyhne Løkkegaard: Vesper (Hiatus records, 2012)
- Povl Dissing: That Lucky Old Sun (Stunt Records)
- Beautiful Day: Copenhagen Melodrama (Loveland Records)
- Bandapart: Visions Du Lamarck (Blackout Music)
- I Got You On Tape: 2 (Auditorium)
- Jonas Westergaard: Helgoland (Stunt Records)
- Teitur: The Singer" (Arlo & Betty Recordings)
- Nicolai Munch-Hansen: Wanna Do Right... (Loveland Records)
- Steffen Brandt: Baby Blue (Alarm Music)
- Jakob Buchanan: I Land in The Green Land (Buchanan Records)
- August Rosenbaum: Heights (Hiatus Records)